# Piptadenia santosii
Piptadenia santosii är en ärtväxtart som beskrevs av Gwilym Peter Lewis. Piptadenia santosii ingår i släktet Piptadenia och familjen ärtväxter. Inga underarter finns listade i Catalogue of Life.